# Atrofia

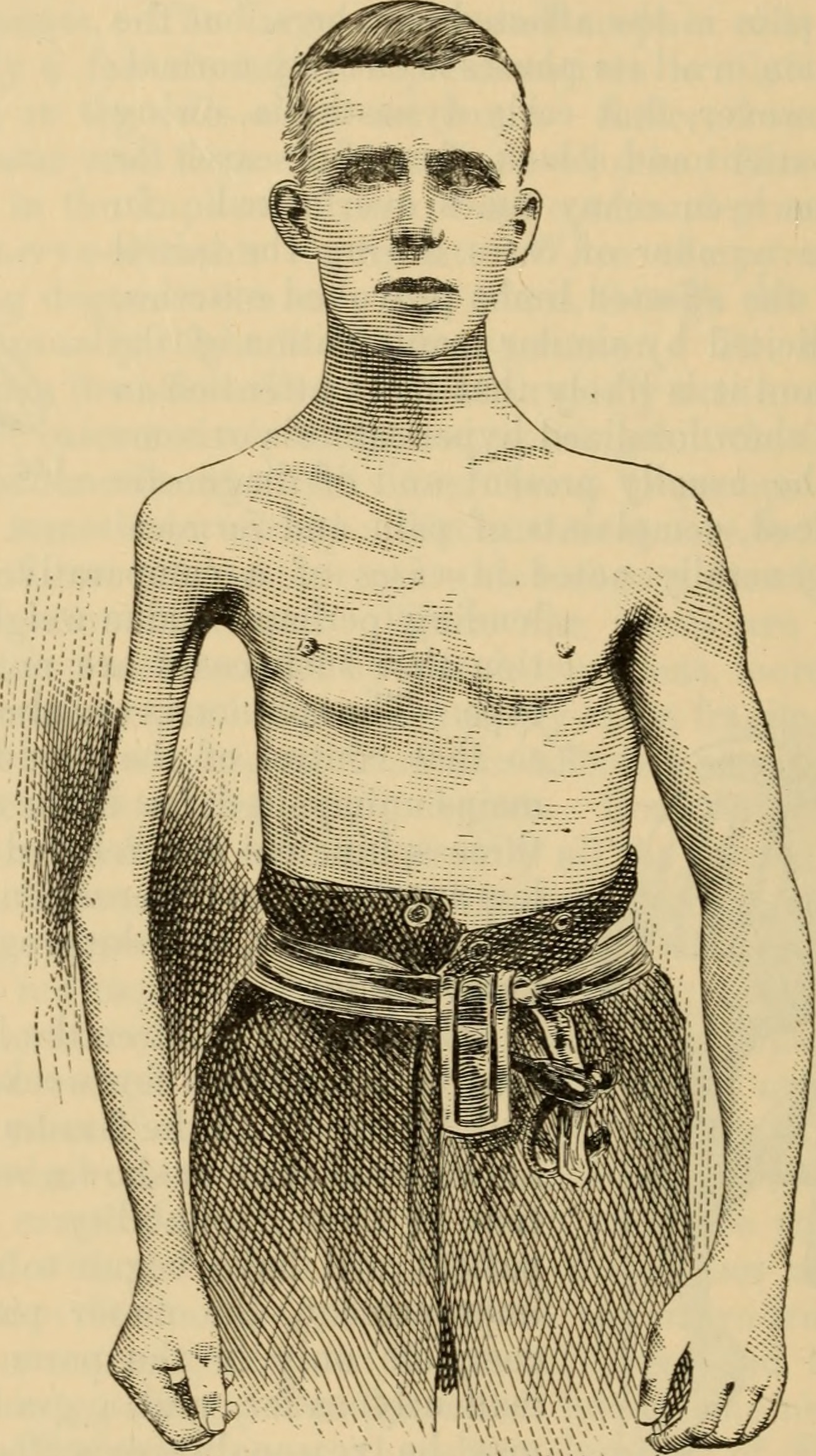
Atrofia di un arto conseguente a poliomielite in un'illustrazione di fine XIX secolo

L'atrofia è una riduzione della massa dei tessuti e organi causata dalla diminuzione del numero di cellule o delle loro dimensioni.

## Forme
Può essere fisiologica o patologica e verificarsi per vari motivi, tra i quali i principali sono:
- ridotto utilizzo (atrofia da disuso) ad esempio un arto ingessato;
- perdita di innervazione, per lesione di un nervo periferico o di segmenti del midollo spinale;
- insufficiente apporto di sangue (ischemia cronica);
- invecchiamento.

In ginecologia sono la diminuzione di estrogeni durante la menopausa.
A livello cellulare l'atrofia si caratterizza per la riduzione degli organelli cellulari alle dimensioni minime compatibili con la sopravvivenza. Eventualmente le cellule atrofiche possono attivare l'apoptosi. Il rischio di traumi aumenta.

## Termini correlati
L'opposto dell'atrofia è l'ipertrofia (quando le cellule aumentano di dimensioni) oppure iperplasia (quando le cellule aumentano di numero).
La distrofia è una forma di atrofia parziale di un organo o tessuto.
Viene utilizzato anche il termine ipotrofia che indica un processo di regressione di un organo o di un tessuto, dovuto alla diminuzione di volume dei suoi elementi costitutivi.

### Diagnosi differenziale
In sede di esami specifici occorre distinguerla da possibili carcinomi invasivi o displasie.

## Etimologia
Deriva dal greco atrophía, comp. di a- privativa e il tema di tréphein "nutrire" significa appunto "senza nutrimento".
Senza nutrimento un corpo perde volume e forma. Il termine atrofico si usa quindi per indicare un qualcosa che non ha più la sua forma, la sua tonicità e quindi anche la sua funzione.

## Tipologia
Di seguito una lista con le atrofie più conosciute e studiate in campo medico:
- Atrofia cerebrale
- Atrofia da compressione
- Atrofia da denervazione
- Atrofia da disuso
- Atrofia da malnutrizione
- Atrofia da mancata stimolazione endocrina
- Atrofia da ridotto apporto ematico
- Atrofia della mammella, tipico avvenimento che si verifica dopo la menopausa
- Atrofia della soletta adiposa calcaneare
- Atrofia dentato-rubra
- Atrofia gastrica
- Atrofia multi-sistemica
- Atrofia muscolare spinale chiamata anche malattia di Werding Hoffmann, dopo la fibrosi cistica è la malattia autosomica recessiva più mortale al mondo.
- Atrofia muscolare spinale e bulbare
- Atrofia ottica
- Atrofia vaginale
- Atrofia sclerotica
- Atrofia fisiologica
- Atrofia senile